# Substack

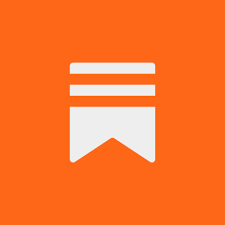
Logo da Substack

Substack é uma plataforma online que fornece infraestrutura de publicação, pagamento, análise e design para boletins informativos por assinatura. A Substack foi lançada em 2017 com a meta ambiciosa de permitir a conexão direta de autores, pensadores e talentos criativos com suas comunidades.
Está plataforma é usada para criar uma Newsletter digital, de nichos variados, como dicas de escrita, divulgação de ideias, recomendações de livros, etc. Os criadores podem criar conteúdo pago, onde os leitores sabem que estão tendo acesso a exclusividade de seu criador.
Cada post feito é notificado no dispositivo e chega na caixa de e-mail de quem segue, como está na caixa de e-mail dos seguidores, eles não se preocupam em acabar perdendo algum post importante.
Qualquer pessoa com uma conta na Substack pode publicar posts no aplicativo web e em dispositivos móveis, transformando a plataforma de newsletter em uma rede social ainda maior, podendo ser usado em celulares androides e IOS.